# Крушедолски манастир
Крушедолският манастир „Благовещение Богородично“ (на сръбски: Манастир Крушедол) е един от фрушкогорските манастири в Сърбия.

## История
Манастирът е основан между 1509 и 1514 г. от деспот Георги Стефанович Бранкович и майка му деспина Ангелина Сръбска, известна като майка Ангелина. Някои изследователи смятат, че на това място е имало светилище на по-стара вяра. В ново време Крушедолският манастир е известен най-вече със състоялия се тук Крушедолски събор, открит на 6 януари 1708 г.
През 1716 г. с оттеглянето на турците от Срем след австро-турската война манастирът е претърпял доста щети, а църквата е била изгорена. Реставрацията на манастира започнала през 1721 г. и продължила докъм края на шестдесетте години на 18 в. През 1726 г. в западното крило на манастирските сгради била изградена камбанария, а самата църква била обновена между 1742 и 1750 г.
В Крушедолския манастир са погребани деспот Георги Стефанович Бранкович, родителите му Стефан Бранкович, (известен като Стефан Слепи), и Ангелина Сръбска, патриарх Арсений III, австрийският генерал-майор Стефан Шупликац (първият войвода на сръбския автономен район Сръбска Войводина), княгиня Любица Орбенович. Тук почиват също тленните останки на крал Милан Обренович, който умира на 11 февруари 1901 г. във Виена.